# لوسي كيركوود
لوسي كيركوود (بالإنجليزية: Lucy Kirkwood)‏ هي كاتِبة وكاتبة سيناريو بريطانية، ولدت في 1984 في ليتونستون ‏ في المملكة المتحدة.

## وصلات خارجية
- لوسي كيركوود على موقع IMDb (الإنجليزية)
- لوسي كيركوود على موقع ميوزك برينز (الإنجليزية)
- لوسي كيركوود على موقع قاعدة بيانات الفيلم (الإنجليزية)